# Bactrocera kanchanaburi
Bactrocera kanchanaburi
 es una especie de díptero que Drew y Albany Hancock describieron por primera vez en 1994. Bactrocera kanchanaburi pertenece al género Bactrocera de la familia Tephritidae. Esta especie como plaga agrícola ha sido atacada por los agricultores en Tailandia.